# Voćarica
Voćarica is een plaats in de gemeente Novska in de Kroatische provincie Sisak-Moslavina. De plaats telt 207 inwoners (2001).